# Aethomys thomasi
Aethomys thomasi är en däggdjursart som först beskrevs av De Winton 1897.  Aethomys thomasi ingår i släktet Aethomys och familjen råttdjur. IUCN kategoriserar arten globalt som livskraftig. Inga underarter finns listade.
Kroppslängden (huvud och bål) är 140 till 162 mm, svansen är 112 till 135 mm lång och viktuppgifter saknas. Arten har 25 till 31 mm långa bakfötter och 20 till 25 mm stora öron.
Denna gnagare förekommer i centrala och västra Angola. Habitatet utgörs av torra buskskogar.